# 東門町 (台北市)
東門町（とうもんちょう）は、日本統治時代の台北市の行政区。台北城外の東部、現在の徐州路、仁愛路一、二段、信義路二段などに相当する。

## 町内施設
- 日本赤十字社台湾支部（現・張栄発基金会）
- 赤十字病院（現・国立台湾大学医学部附属医院（中国語版））
- 台北帝国大学附属医学専門部（現・国立台湾大学医学部）
- 東門水泳場（現・台北市中正運動センター（中国語版））
- 旭小学校（現・東門国民小学）
- 曹洞宗大本山台北別院（現・東和禅寺）
- 私立台北中学校（現・私立泰北中学）
- 文化村
- 東門町市場（現・東門市場）
- 東門町出張所（現・台北東門郵局）